# Stofklasse
Een stofklasse is een groep stoffen die welbepaalde chemische eigenschappen gemeen hebben.
Deze chemische eigenschappen zijn afkomstig van een gemeenschappelijk atoom of van een gemeenschappelijke atoomgroep en worden de functionele of karakteristieke groep genoemd.
Bij de zuivere stoffen zijn er twee hoofdstofklassen te onderscheiden: de organische en anorganische stoffen. Deze groepen kan men verder onderverdelen in stofklassen.